# Massacre de Nemmersdorf
Vous lisez un « bon article » labellisé en 2023.
Le massacre de Nemmersdorf est une tuerie de civils allemands survenue entre le 21 et le 23 octobre 1944 dans le village alors allemand de Nemmersdorf en Prusse orientale (aujourd'hui Maïakovskoïe, en Russie). Au cours de ce massacre, l'Armée rouge tue entre 20 et 30 personnes après la prise de cette localité. Les victimes de Nemmersdorf ne sont pas toutes tuées au même moment ou au même endroit dans le village : le terme de « massacre » désigne en réalité une succession d'événements distincts.
Investi par les Soviétiques le 21 octobre 1944, le village de Nemmersdorf est repris dans la nuit du 23 octobre par les Allemands, qui découvrent des exactions commises par l'Armée rouge sur les civils. Rapidement, les autorités militaires allemandes enquêtent sur ces événements, et le ministère de l'Éducation du peuple et de la Propagande du Reich s'en empare pour faire sa propagande. Le massacre de Nemmersdorf sert notamment à présenter les soldats soviétiques comme cruels et barbares, dans le but de galvaniser la résistance allemande. Ce but n'est toutefois pas atteint puisque c'est la peur des Allemands qui s'en trouve renforcée, ce qui engendre plus tard dans la guerre des réactions de panique face à l'avancée des troupes soviétiques, comme lors des suicides de Demmin.
Après la fin de la guerre, l'instrumentalisation des événements de Nemmersdorf se poursuit. En effet, la République fédérale d'Allemagne érige ces crimes de guerre en symbole de ce que vit la population d'Allemagne de l'Est, alors sous occupation soviétique. Les descriptions héritées de la propagande nazie sont encore amplifiées dans un contexte de guerre froide. De l'autre côté du rideau de fer, la réalité du massacre de Nemmersdorf est niée, et ces événements sont surtout présentés comme une opération de propagande nazie.
Avec la fin de la guerre froide et l'étude plus neutre des crimes de guerres subis par le peuple allemand dans les derniers mois de la Seconde Guerre mondiale, l'historiographie du massacre de Nemmersdorf s'apaise. En particulier, les travaux de Bernhard Fisch, parus au tournant des années 2000, permettent réévaluer ces événements. En Allemagne, le massacre de Nemmersdorf est encore emblématique des violences infligées par l'Armée rouge, au même titre que le bombardement de villes comme Dresde ou Hambourg l'est des violences infligées par les Alliés occidentaux.

## Contexte

### Le front de l'Est en 1944

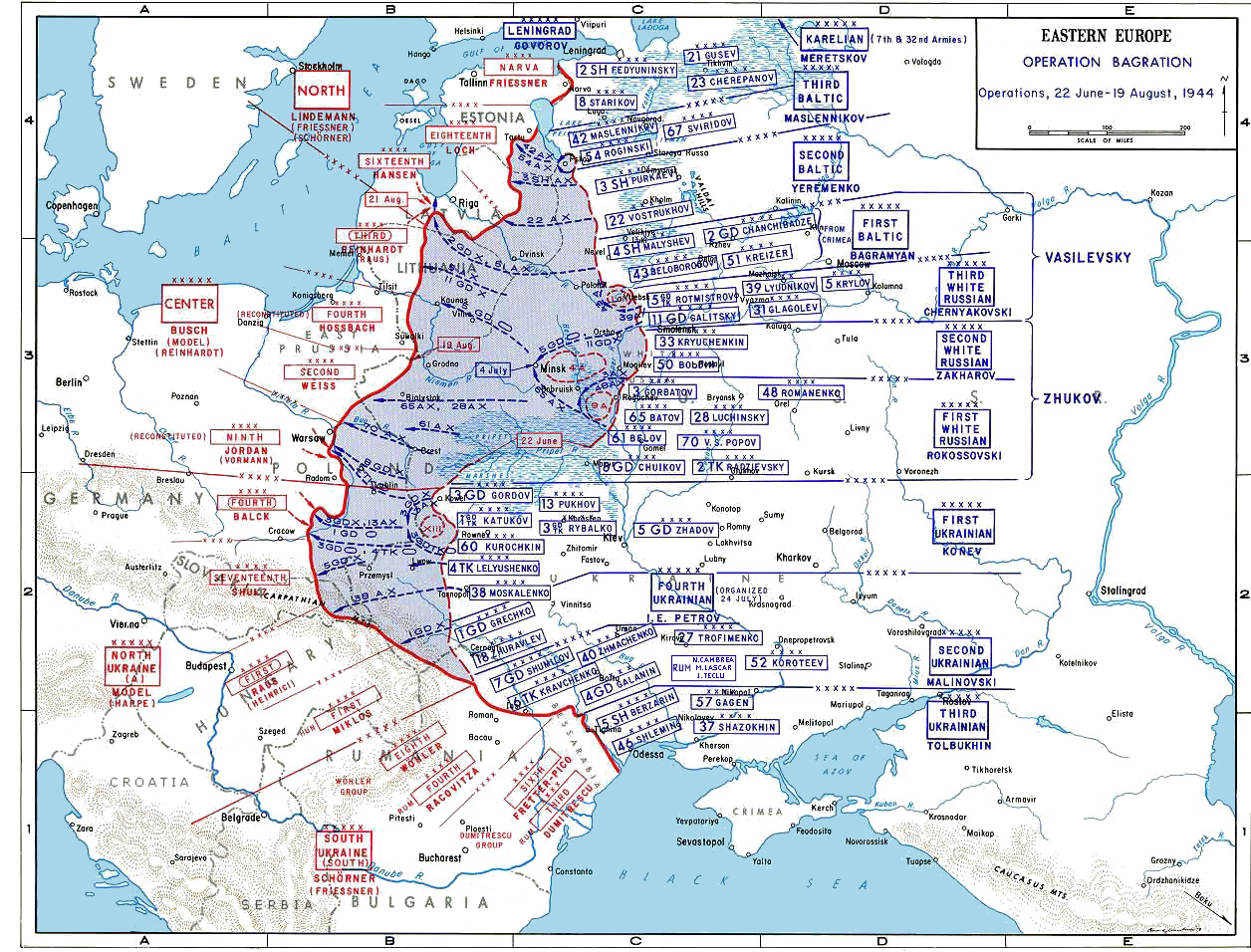
Carte de l'opération Bagration.

A la fin du mois d'octobre 1944, l'Armée rouge parvient à reconquérir une grande partie des territoires soviétiques occupés par la Wehrmacht. 
Le 29 août 1944, la Stavka ordonne l'arrêt des opérations offensives de l'Armée rouge dans la zone du front comprise entre la Prusse orientale et les Carpathes. Les unités soviétiques, épuisées par deux mois de combats ininterrompus, sont tenues en échec  à proximité de Varsovie, dans le golfe de Riga et en Prusse orientale. L'armée rouge, épuisée et mal ravitaillée par des services arrières débordés, n'est donc plus en mesure de mener de vastes opérations offensives contre des unités allemandes renforcées et proches de ses bases de départ de 1941. 
De plus, les Soviétiques libèrent au cours de l'été 1944 des régions occupées depuis le déclenchement du conflit à l'Est, notamment le camp d'extermination de Majdanek, atteint dès le 27 juillet 1944,. Les unités soviétiques traversent des territoires ravagés par l'occupation, des villes des villages dépeuplés, de très nombreuses fosses communes et des zones forestières parfaitement silencieuses,. Toutes ces découvertes viennent confirmer la propagande soviétique, présentant les Allemands comme des monstres, et attise encore la haine à leur encontre.

### La Prusse orientale menacée
Depuis l'occupation de Vilnius le 14 juillet 1944, Königsberg constitue un objectif militaire pour l'Armée rouge. Cependant, durant le mois d'août, les unités allemandes repoussent les unités soviétiques déployées à proximité de la route reliant Vilnius à la capitale de la Prusse orientale
De plus, pour des raisons politiques (le 27e anniversaire de la révolution d'octobre), l'état-major soviétique s'efforce d'être en mesure d'annoncer à Staline l'entrée des troupes sur le territoire allemand fin octobre. Les Soviétiques mettent donc sur pied l'opération Gumbinnen-Goldap, qui vise à vaincre les Allemands dans le nord de la Prusse orientale avec des éléments du premier front de la Baltique et du troisième front biélorusse. 

### L'échec de l'opération Gumbinnen-Goldap
Déclenchée le 16 octobre 1944, l'opération Gumbinnen-Goldap, pensée pour menacer Königsberg, est un échec, en raison de la résistance de la  IVe armée, qui arrête les Soviétiques en lançant des contre-attaques sur leurs flancs, insuffisamment protégés. Finalement, seule la 11e armée de la Garde pénètre sur le territoire allemand, atteignant le district de Gumbinnen le 21 octobre avant de livrer des combats acharnés.

Carte de Nemmersdorf, bordé à l'est par l'Angerapp (aujourd'hui l'Angrapa).

Dans ce contexte, le petit village de Nemmersdorf (637 habitants) obtient un rôle stratégique en possédant le seul pont en béton sur l'Angrapa dans un large périmètre (les deux autres ponts étant situé 6 km en aval et 26 km en amont). Mais l'importance du pont de Nemmersdorf n'est pas que militaire : en réaction à l'avancée de l'Armée rouge, Fritz Feller, un responsable local, décide avec les autorités du district le 20 octobre 1944 d'évacuer la population vers le district de Gerdauen, situé au sud-ouest. Les habitants d'une vingtaine de villages à l'est de l'Angrapa sont donc contraints de traverser Nemmersdorf en convois. Ces réfugiés se mélangent aux éléments en retraite de la Wehrmacht dans le village, à mesure que la 25e brigade de chars de la Garde (ru) approche. Les responsables militaires allemands refusent de faire sauter le pont pour couper la route à leurs poursuivants, par égards pour les réfugiés attendant de traverser selon Bernhard Fisch. Pourtant, des témoins oculaires attestent que dans la nuit du 19 au 20 octobre le pont est miné en prévision de sa démolition.
Selon les archives soviétiques, Nemmersdorf est protégé à l'est du pont par deux lignes de tranchées, un fossé antichar, une ligne de barbelés et des nids de mitrailleuses de la Wehrmacht. L'assaut contre le village survient dans la nuit du 20 au 21 octobre 1944, et est particulièrement violent. Selon ses propres dires, l'Armée rouge met hors de combat dix canons de 75 mm, quatre tracteurs d'artillerie et 150 soldats allemands. Les combats se livrent au milieu de la population civile en fuite, parmi les réfugiés massés à l'est du pont, notamment. Au petit matin du 21 octobre, vers 6 h 30, l'avant-garde, puis les chars du 2e bataillon de la 25e brigade de chars de la Garde, atteignent le pont de Nemmersdorf, où les réfugiés continuent de s'entasser malgré la proximité des combats. Sur place, il fait déjà jour, mais un épais brouillard bouche l'horizon. La prise du pont par les Soviétiques est chaotique, puisque les chars doivent se frayer un chemin parmi les convois de civils, et que les prisonniers de guerre polonais travaillant comme ouvriers agricoles pour les Allemands et emmenés avec eux dans la fuite, cherchent refuge auprès des équipages soviétiques. Il faut une heure aux soldats de l'Armée rouge pour sécuriser le pont et une demi-heure supplémentaire pour sécuriser les environs jusqu'au domaine de Pennacken, au nord-ouest du village.

## Occupation soviétique de Nemmersdorf

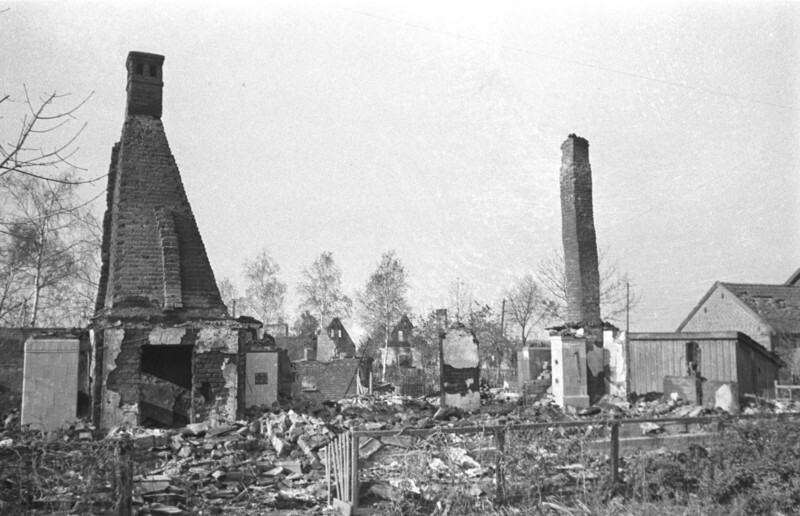
Bâtiment détruit à Nemmersdorf, après la prise de la ville.

### Nemmersdorf à l'automne 1944
Au moment de l'entrée des troupes soviétiques dans le village, la majorité de ses 637 habitants a déjà pris la fuite. Les seuls à être resté sont des malades ou des personnes âgées, ainsi que des gens ne disposant d'aucun moyen de transport. 
Au total, le village abrite encore une population difficile à chiffrer, mais n'excédant pas quelques dizaines de personnes. Les réfugiés des villages à l'est de l'Angrapa qui n'ont pas réussi à traverser le fleuve continuent de se masser près du pont mais reçoivent des Soviétiques l'autorisation de rentrer chez eux dans l'après-midi du 21 octobre.

### Occupation soviétique du village
Les événements qui se sont déroulés à Nemmersdorf dans les quelques jours de l'occupation soviétique sont difficiles à reconstituer en raison de l'absence de témoins oculaires fiables et du grand décalage temporel qu'il y a entre les événements et la rédaction des rapports sur leur déroulement. 
De plus, les rapports officiels sur le massacre sont presque tous l’œuvre de personnalités proches du NSDAP, et visent à instrumentaliser ce qui s'est passé dans le village. Malgré cela, Bernhard Fisch donne à la fin du XXe siècle un certain crédit aux témoignages de survivants, tout en minimisant leur fiabilité sur certains aspects. Plus qu'un « massacre », les événements de Nemmersdorf sont en réalité une suite décousue d'actes de violence bien distincts ayant entraîné la mort d'entre 20 et 30 civils allemands (souvent dans des conditions très mal connues) entre le 21 et le 23 octobre 1944.
Certains témoins réussissent à fuir le village avant le début des violences. Une femme de policier (dont le nom n'est pas connu) est ainsi déposée en dehors de Nemmersdorf par un officier soviétique qui la met en garde contre ses camarades, selon un témoignage cité par Fritz Leimbach (de) en 1956. Le peintre en bâtiment Johannes Schewe, qui se rend chez lui au matin du 21 octobre, réussit pour sa part à passer sans encombre les lignes soviétiques, non sans être interrogé en allemand par un officier.
Les réfugiés près du pont sont en revanche renvoyés chez eux après avoir été fouillés, et les soldats soviétiques pillent les bagages abandonnés dans l'après-midi du 21 octobre selon Gerda Meczulat, une femme handicapée restée au village avec son père septuagénaire, Eduard. Meczulat, avec 14 autres civils, s'est réfugié lors des combats dans un bunker de fortune construit au sud de Nemmersdorf, à proximité d'une percée dans le canal de la ville. Une fois les affrontements terminés, Eduard Meczulat et Karl Kaminski sortent de l'abri pour aller chercher des couvertures et du café dans leur maison. Meczulat est autorisé à regagner son domicile après avoir été fouillé par des soldats, mais Kaminski est refoulé et regagne le bunker. En début d'après-midi, toujours le 21 octobre, des soldats soviétiques se présentent au bunker, fouillent les bagages, puis discutent avec Eduard Meczulat et jouent avec les quelques enfants présents. L'atmosphère change brutalement lorsque, le soir, un officier se présente à son tour. Gerda Meczulat se souvient d'une altercation entre cet officier et un autre soldat, au terme de laquelle tous les civils reçoivent l'ordre de quitter le bunker. Dès la sortie, ils sont tous abattus d'une balle dans la tête. Gerda Meczulat est la seule à survivre. Elle sera récupérée plus tard par des soldats de la Wehrmacht et emmenée à Osterode, puis à l'hôpital de Neuruppin.
Parallèlement, les soldats soviétiques arrêtent un convoi civil se rendant au domaine de Schrödershof, qui appartient au maire de Nemmersdorf et est situé au sud du village. Forcés de descendre de leurs véhicules, tous les hommes sont fouillés et dépouillés de leurs montres. Johannes Grimm, le maire, est dénoncé aux Soviétiques par une travailleuse forcée polonaise. Extrait du convoi, il est exécuté d'une balle dans la tempe au bord de la route. Sa femme, quant à elle, est protégée par d'autres travailleurs forcés polonais. Ces exécutions ciblées, au « cas par cas », sont attribuables selon l'historien Emmanuel Droit au traitement des travailleurs polonais, qui dénoncent leurs bourreaux aux Soviétiques et protègent d'autres civils plus cléments avec eux.
Le comportement des soldats soviétiques dans les environs de Nemmersdorf est très ambivalent : là où certains se montrent bienveillants à l'égard des civils, d'autres n'hésitent pas à faire preuve de cruauté. Ainsi, à Tutteln (aujourd'hui Schutschkowo (de)), au sud-ouest, des civils allemands sont amenés par les soldats dans un abri pour les protéger des bombardements lorsque la Wehrmacht amorce la reconquête de Nemmersdorf. Le même jour, dans le domaine d'Eszerischken (à l'est du pont), deux membres de l'Armée rouge violent une jeune femme. Le lendemain dans ce même domaine, les soldats soviétiques auraient envisagé de passer tous les habitants par les armes avant d'en être dissuadés par les travailleurs polonais.
Même si le nombre exact de victimes de l'occupation soviétique de Nemmersdorf est inconnu, le tableau suivant peut être dressé pour recenser les victimes dont la mort a été imputée aux Soviétiques, parfois sans connaître le nom des personnes, ou les circonstances de leurs morts,, :
| Nom                           | Origine                | Âge            | Remarques                                                                                  |
| ----------------------------- | ---------------------- | -------------- | ------------------------------------------------------------------------------------------ |
| Berta Aschmoneit              | Nemmersdorf            | 70 ans         | Tuée chez elle                                                                             |
| Bernhard Brosius              | Nemmersdorf            | Né en 1885     | Circonstances de la mort inconnue                                                          |
| Johannes Grimm                | Nemmersdorf            | 37 ans         | Abattu par des soldats soviétiques alors qu'il se rendait dans son domaine de Schrödershof |
| Mme Hilgermann                | Nemmersdorf            | Environ 60 ans | Circonstances de la mort inconnue                                                          |
| Helene Hilbermann             | Nemmersdorf            | Inconnu        | Abattue dans le bunker de fortune installé à la percée du canal.                           |
| Friedrich Hobeck              | Nemmersdorf            | Environ 72 ans | Abattu dans le bunker de fortune installé à la percée du canal.                            |
| Amalie Hobeck                 | Nemmersdorf            | Environ 74 ans | Abattue dans le bunker de fortune installé à la percée du canal.                           |
| Karl Kaminski                 | Nemmersdorf            | Né en 1865     | Abattu dans le bunker de fortune installé à la percée du canal.                            |
| Mme Kaminski (épouse)         | Nemmersdorf            | Inconnu        | Abattue dans le bunker de fortune installé à la percée du canal.                           |
| Mme Kaminski (belle-fille)    | Nemmersdorf            | Inconnu        | Abattue dans le bunker de fortune installé à la percée du canal.                           |
| Parent des Kaminski           | Gumbinnen              | Inconnu        | Abattu dans le bunker de fortune installé à la percée du canal.                            |
| Petit-fils des Kaminski       | Gumbinnen              | Inconnu        | Abattu dans le bunker de fortune installé à la percée du canal.                            |
| Petit-fils des Kaminski       | Nemmersdorf            | Inconnu        | Abattu dans le bunker de fortune installé à la percée du canal.                            |
| Petit-fils des Kaminski       | Nemmersdorf            | Inconnu        | Abattu dans le bunker de fortune installé à la percée du canal.                            |
| Petit-fils des Kaminski       | Nemmersdorf            | Inconnu        | Abattu dans le bunker de fortune installé à la percée du canal.                            |
| Amalie Klaus                  | Nemmersdorf            | Née en 1881    | Abattue dans le bunker de fortune installé à la percée du canal.                           |
| Maria Koch                    | Skardupchen            | Née en 1897    | Circonstances de la mort inconnue                                                          |
| Eduard Meczulat               | Nemmersdorf            | 71 ans         | Abattu dans le bunker de fortune installé à la percée du canal.                            |
| M. Susat                      | Nemmersdorf            | Environ 70 ans | Abattu dans le bunker de fortune installé à la percée du canal.                            |
| M. Wagner                     | Nemmersdorf            | Environ 65 ans | Circonstances de la mort inconnue                                                          |
| Mme. Wagner                   | Nemmersdorf            | Environ 65 ans | Circonstances de la mort inconnue                                                          |
| Grete (Gertrud) Waldowski     | Kopischken             | 19 ans         | Tuée d'une balle dans la tête.                                                             |
| M. M. Zahlmann                | Gerwischken            | Inconnu        | Abattu                                                                                     |
| Nom inconnu (femme d'ouvrier) | Domaine d'Eszerischken | Inconnu        | Circonstances de la mort inconnue                                                          |
| Nom inconnu (femme d'ouvrier) | Domaine d'Eszerischken | Inconnu        | Circonstances de la mort inconnue                                                          |

Outre les victimes énumérées dans ce tableau, d'autres personnes trouvèrent la mort lors de l'occupation soviétique, souvent dans des circonstances encore plus floues : une sœur de Berta Aschmoneit et d'une autre femme ouvrière d'Eszerischken ont été retrouvées mortes après la reprise du village sans qu'il soit possible de dire ce qui leur est arrivé. Herta et Margitta Brandtner ont probablement été tuées par balle dans un convoi de civils. Le couple Friedrich (né en 1868) et Matilde Rossian (née en 1875) de Matzutkehmen ainsi qu'un homme nommé Bahr et originaire d'Augstupönen sont portés disparus et jamais retrouvés. En agrégeant les témoignages oraux, les listes de recensement communales et les rapports ultérieurs, Bernhard Fisch arrive à un total de victimes imputables directement aux Soviétiques compris entre 23 et 30 personnes. Le rapport des officiers de la Wehrmacht Hans Hinrichs et Karl Fricke, jugé sérieux par Fisch, fait état quant à lui de 26 morts dans le village et ses environs.
Les estimations les plus élevées (près de 70 morts) sont invérifiables car ces décès peuvent souvent être imputés aux violents combats entre la Wehrmacht et l'Armée rouge.
Les causes de l'arrêt de la 25e brigade de chars de la Garde à Nemmersdorf sont obscures : alors que leur but était d'atteindre la Baltique, pourquoi les Soviétiques n'ont-ils pas exploité la conquête du seul pont en dur sur l'Angrapa ? Jean Lopez réfute l'idée d'un problème technique (radio notamment) et avance plutôt l'idée d'une perte de contrôle de la troupe par ses officiers. Les premiers se seraient alors adonné à une « orgie de violence » incontrôlable selon lui. Toujours est-il que l'arrêt des Soviétiques à Nemmersdorf les empêche d'atteindre les objectifs de l'opération Gumbinnen-Goldap.

## Reconquête et découverte du massacre

### Réaction allemande
Dès la nuit du 21 octobre 1944, la Wehrmacht met en alerte des unités de la garnison d'Insterburg ; Friedrich Hossbach, responsable de la IVe armée, monte une attaque en pince pour encercler et détruire les unités soviétiques déployées dans le secteur. Dans la nuit du 21 au 22 octobre environ 100 hommes d'un bataillon de Panzergrenadier de réserve sont envoyés à Nemmersdorf et attaquent le village par l'ouest, sous les ordres de l'Oberleutnant Louis Rubbel et du Feldwebel Helmut Hoffmann. Ils parviennent à atteindre les hauteurs de l'Angrapa au sud du village, tandis que des éléments de la division blindée Hermann Göring attaquent le village par le nord-ouest, indépendamment des fantassins. Après plusieurs combats au cours de la journée du 22 octobre, l'Armée rouge se retire de Nemmersdorf le 23 octobre 1944 vers 2 h 30 du matin.

### Envoi de nombreux observateurs allemands
Le retrait de l'Armée rouge n'est remarqué par les troupes allemandes qu'après environ six à huit heures, le matin du 23 octobre. Helmut Hoffmann et le soldat Harry Thürk (en) de la division Hermann Göring sont parmi les premiers à inspecter le village. L'Ortsbauernführer local, Fritz Feller, se rend également à Nemmersdorf dès qu'il apprend le départ des troupes soviétiques. Le 23 ou 24 octobre, Karl Gebhardt, le médecin personnel de Heinrich Himmler, arrive à son tour sur place. Lorsque les premiers inspecteurs officiels de la Geheime Feldpolizei arrivent à Nemmersdorf le 25 octobre, de nombreux membres de la SS et du NSDAP sont déjà présents, dont trois hommes de la Sicherheitspolizei de Gumbinnen, un détachement de la SS-Standarte Kurt Eggers (en) (une unité de propagande) ainsi qu'une commission du NSDAP dirigée par le chef de la propagande du gau de Prusse orientale. En outre, le Heeresgruppe Mitte et la Luftwaffe ont envoyé leurs propres correspondants, auxquels s'ajoutent le 25 octobre Hans Hinrichs du haut commandement de la Wehrmacht, un conseiller juridique de guerre et le Hauptmann Karl Fricke du haut commandement de la 4e armée. Toutes ces différentes agences et organisations entrent en concurrence, comme le prouve le fait que les représentants de la SS arrivèrent avant ceux de l'armée régulière : des canaux d'informations et d'ordres directs devaient exister entre le front de l'Est et le Reichsführer SS Heinrich Himmler.
Cette abondance de témoins mène à une abondance de témoignages et de rapports divers : ceux du soldat Thürk, de la police secrète de campagne ainsi que de Hinrichs et Fricke sont consignés par écrit. Tous ces rapports concordent en ce qui concerne l'état de Nemmersdorf et le nombre de victimes civiles. Neuf à dix corps sont retrouvés à proximité du bunker du canal, quatre dans les maisons à l'est de la place du village et trois (dont un nourrisson) près du pont. À l'écart de la rue principale, Harry Thürk signale avoir vu le cadavre d'un homme âgé sur un tas de fumier, une fourche plantée dans la cage thoracique. Il note également la présence du corps d'une femme, suspendu au battant d'une porte de grange et enlevé peu après qu'il l'a vu.

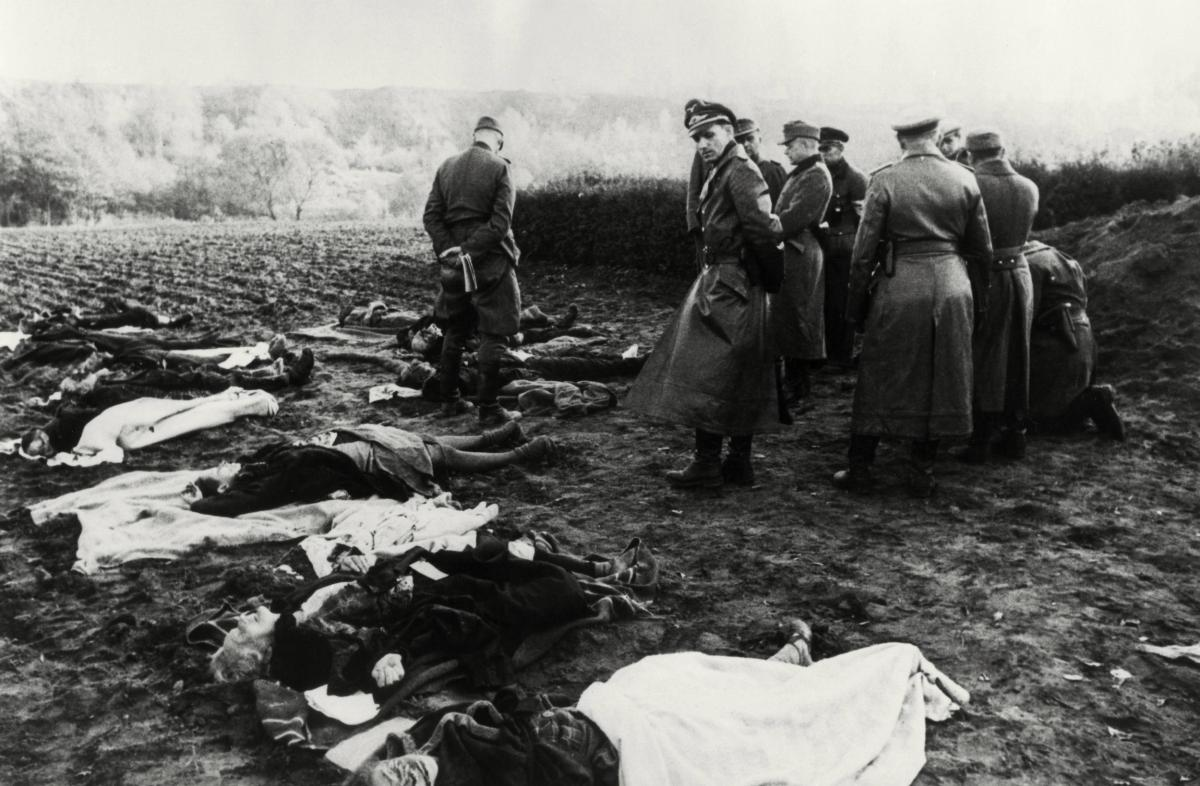
Officiers allemands devant les corps des victimes du massacre de Nemmersdorf (photographie prise par une compagnie de propagande de la Wehrmacht).

La question des viols éventuellement commis à Nemmersdorf par les Soviétiques n'est pas tranchée par ces témoignages précoces : le Feldwebel Helmut Hoffmann estime qu'il n'y en a pas eu, tandis que la Geheime Feldpolizei identifie des traces de viol sur le corps d'une des deux femmes retrouvées près du pont. En raison de la chaleur, les corps retrouvés par les différents enquêteurs sont promptement enterrés dans une fosse commune, dans le cimetière du village. La Geheime Feldpolizei les exhume plus tard et compte treize femmes, huit hommes et cinq enfants. Lors de cette exhumation, des photos des corps sont prises par des compagnies de propagande de la Wehrmacht. Ces premières photos diffèrent par certains points des clichés publiés plus tard par le ministère allemand de la Propagande, sur lesquels les femmes figurent jupes relevées et sous-vêtements baissés pour renforcer les accusations de viols à l'encontre des troupes soviétiques. 
Bernhard Fisch, qui est alors un jeune soldat de 18 ans, arrive à Nemmersdorf le 27 octobre. À ce moment, les corps sont couverts par des draps, pour des raisons de piété selon lui.
Les personnes responsables de l'identification des corps ne sont pas clairement connues. Il pourrait s'agir de Gertrud Hobeck, qui travaille comme infirmière à Insterburg et qui a reconnu ses parents et d'autres villageois. Grete Waldowski, originaire du district de Darkehmen, aurait été identifiée grâce à sa carte d'identité. Ce qu'il est advenu des corps après l'exhumation par la Geheime Feldpolizei est également incertain : dans le village actuel de Maïakovskoïe, aucune pierre tombale n'indique la présence de tombes individuelles ou collectives.
L'état matériel du village après les combats n'est pas plus clair : selon Thürk, il aurait été en grande partie intact, ce qui l'a étonné au vu des tirs d'artillerie de la Wehrmacht. Bernhard Fisch décrit également la partie ouest de Nemmersdorf comme étant totalement intacte. Fritz Feller (le responsable politique local) confirme dans son rapport de 1944 ces constatations, mais revient dessus plusieurs décennies plus tard, parlant désormais de la destruction des deux tiers du village. Les habitants rentrés à Nemmersdorf après la reconquête allemande seront tout aussi irréguliers dans leurs témoignages sur l'ampleur des dégâts. Les divergences concernant les destructions matérielles peuvent s'expliquer de deux manières. La première est que les destructions ne sont pas homogènes dans le village, et que certaines parties ont pu être épargnées (le pont, principal objectif militaire, était à l'est et a donc concentré le gros des tirs). De plus, des troupes allemandes de passage ont pu accentuer les dégâts après le départ des inspecteurs et la rédaction de leurs rapports.
| Maison en ruine. · Maison dont le toit a explosé · Ruines d'une ou plusieurs maisons dont il ne reste quasiment rien, pas même un mur. |

## Instrumentalisation par le Troisième Reich
Le ministère de l'Éducation du peuple et de la Propagande du Reich, sous la direction de Joseph Goebbels, reconnaît immédiatement l'opportunité que représentent les événements de Nemmersdorf en termes de propagande. Une telle exploitation semble d'ailleurs être prévue dès les premières heures de l'opération Gumbinnen-Goldap, afin de remobiliser l'opinion publique allemande. Cette dernière est en effet de plus en plus sceptique face à l'enchaînement des défaites des troupes allemandes sur les fronts est et ouest en 1944 (opération Bagration et débarquement de Normandie principalement). Cette exploitation est d'autant plus préparée que les renseignements allemands n'ont pas attendu la reconquête de Nemmersdorf pour avoir la certitude que des crimes de guerre y avaient été commis.

### Campagne de presse
Après avoir reçu les premiers rapports de Nemmersdorf, Goebbels note dans son journal qu'il prévoit de faire une grande déclaration à la presse sur ces événements. 
Sur la base des rapports des membres du NSDAP, des SS et de la Wehrmacht sur place, un article sur Nemmersdorf, intitulé « La fureur bestiale des Soviétiques », paraît le 27 octobre 1944 dans le Völkischer Beobachter et d'autres journaux du Reich allemand. Il ne mentionne pas le nombre exact de victimes, mais ajoute aux morts des premiers rapports « plusieurs femmes abattues », toutes tuées d'une balle dans la nuque et dévalisées. Le Völkischer Beobachter affirme également que toutes les maisons de Nemmersdorf ont été pillées et détruites par les soldats de l'Armée rouge, que l'évacuation du village s'était déroulée comme prévu et que l'entrée de l'Armée rouge a pris les derniers villageois par surprise en raison de sa soudaineté. Le lendemain, un reportage d'un homme d'une compagnie de propagande permet au journal officiel du parti nazi de publier un compte-rendu plus détaillé, qui traite également des civils tués dans les villages avoisinants pour arriver à un total de 61 morts. L'origine de ces chiffres n'est pas claire puisque le Völkischer Beobachter laisse entendre que ces 61 victimes ont toutes été tuées a Nemmersdorf afin de renforcer l'impact de la propagande. 
À la suite de cet article, Josef Goebbels organise une vaste campagne de presse dans toutes les régions orientales du Reich, alors que les citoyens allemands résidant en Prusse orientale se répandent contre le Parti nazi et ses responsables dans les Gaue orientaux, Erich Koch notamment, accusé de s'opposer aux évacuations et de ne pas se soucier des populations menacées par les combats.
Les actualités cinématographiques Die Deutsche Wochenschau montrent au même moment des images sur lesquelles on voit plusieurs femmes avec des jupes relevées et un village entièrement détruit. 
Deux jours plus tard, des rapports (prouvés faux depuis) sont publiés dans des journaux étrangers proches des nazis : Fritt Folk (en) (l'organe officiel du parti fasciste norvégien Nasjonal Samling) et le Courrier de Genève (un quotidien suisse francophone et pétainiste). Ces deux journaux accentuent encore le sensationnalisme des rapports allemands.

### Commission d'enquête
Parallèlement à cette campagne de presse, Goebbels met en place une commission d'enquête internationale, présidée par l'Estonien Hjalmar Mäe (en) et dont les membres, à l'exception d'un médecin suisse, sont tous des ressortissants de pays occupés par l'Allemagne ou alliés à elle.
Le 31 octobre 1944, la commission interroge lors d'une réunion Emil Radünz (un Volksturmmann présent à Nemmersdorf), le conseiller juridique militaire Paul Groch, Hans Hinrichs, Charlotte Müller (une habitante du domaine d'Eszerischken), un médecin-major du nom de William, un lieutenant Saidat et un photographe de la Luftwaffe, Kleiner, qui a photographié la découverte du massacre. Avant d'être interrogés, ces différents témoins ont été briefés en privé par Eberhard Taubert (en) (un avocat et propagandiste nazi) pour arranger leurs déclarations. Les récits de Radünz et de Saidat, en particulier, exagèrent encore les atrocités racontées dans la presse nazie. Il est ainsi question dans leurs témoignages de déportations en Sibérie, de viols sans exception de toutes les femmes de Nemmersdorf et du meurtre d'un Suisse (pays neutre par excellence). Le Völkischer Beobachter se fait l'écho de ces nouveaux témoignages. Pour Goebbels, la commission n'est pas seulement une tentative supplémentaire de secouer l'opinion publique allemande, mais s'adresse aussi et surtout aux États et aux médias étrangers, afin qu'ils soutiennent l'Allemagne dans sa guerre contre l'URSS.
Ces deux objectifs ne sont cependant pas atteints par la propagande nazie. La vaste diffusion en Allemagne des résultats de l'incursion soviétique en Prusse-Orientale a pour principal effet de mettre en évidence que le territoire allemand n'est justement plus exempt de combats. Plutôt que de motiver la population pour la guerre, cela suscite surtout des critiques à l'égard du commandement militaire et politique (concernant l'efficacité des évacuations de civils principalement). La propagande doit alors trouver des parades : elle affirme par exemple que des récoltes devaient encore être faites et que la population n'a donc pas pu être évacuée, ou qu'elle l'a bien été et que les victimes de Nemmersdorf n'étaient que des réfugiés retardataires. Le Sicherheitsdienst (le service de renseignement de la SS) fait état dans ses rapports de l'impopularité, au moins à Stuttgart, de la campagne de presse de Goebbels. La diffusion de photos parfois très crues de cadavres de civils est perçue comme impudique par la population.
Goebbels lui-même, dans l'entrée de son journal pour le 10 novembre 1944, reconnaît l'échec de son instrumentalisation, et ne reparle plus de Nemmersdorf qu'une fois en décembre 1944. En janvier 1945, le commandement de la Wehrmacht décide d'accuser plusieurs officiers de l'Armée rouge de crimes de guerre pour les actes commis à Nemmersdorf. Cependant, en raison du cours de la guerre à ce moment, une telle accusation apparaît totalement inutile, et le texte n'est finalement pas publié.

### Conséquence sur le cours de la guerre: un«effet Nemmersdorf»?
La propagande nazie a réussi malgré ses échecs à engendrer une réaction chez les populations de l'est de l'Allemagne : la peur. C'est cette peur qui engendre quelques mois plus tard la vague de suicides de Demmin, lors de laquelle près d'un millier de personne se suicident après un nouvel épisode de violences commises par des Soviétiques. La peur engendre également un mouvement de migration vers l'ouest, qui va aller croissant avec l'avancée soviétique, et les réfugiés de Prusse orientale vont bientôt engorger les routes allemandes.
En se basant sur les travaux de Karl-Heinz Frieser, l'historien français Jean Lopez parle d'un « effet Nemmersdorf » pour désigner la peur que suscitèrent les soldats de l'Armée rouge après le massacre. Les événements de Nemmersdorf revêtent effectivement un caractère singulier. Pour la première fois de la guerre, les troupes soviétiques sont en contact avec des civils allemands, et cette première rencontre se solde par un massacre. C'est en outre le seul de ce genre à avoir été documenté : les autres exactions soviétiques se sont déroulées derrière le front, loin des caméras de la propagande. Même si la campagne de presse de Goebbels est un échec, les images qui ont été diffusées suffisent à galvaniser une partie des troupes allemandes à l'est, qui craignent de voir leurs terres devenir de nouveaux Nemmersdorf. Cette peur explique en partie selon Jean Lopez la résistance acharnée des Allemands lors des sièges de Breslau et de Posen en 1945, et plus généralement sur le front de l'Est dans les derniers mois de la guerre, où les combats restent extrêmement violents jusqu'à la fin. Il s'agit selon lui d'une application concrète du slogan de Goebbels : Lieber tot als rot, plutôt mort que rouge.
Mais cet « effet Nemmersdorf » est aussi partiellement remis en question par d'autres historiens comme Nicolas Bernard. Pour lui, l'effet galvanisant sur les troupes est moins important pour le cours de la guerre que la terreur insufflée dans la population civile. De plus, la « peur du Russe » n'est pas liée directement au massacre de Nemmersdorf mais est présente dans la mentalité allemande de longue date.

## Historiographie

### Le temps de la guerre froide
Après la fin de la Seconde Guerre mondiale, le territoire allemand est amputé de plusieurs régions, dont la Prusse orientale. Nemmersdorf devient Maïakovskoïe, un village russe, tandis que 14 millions d'Allemands sont expulsés dans toute l'Europe de l'Est. Dans ce contexte, Nemmersdorf devient emblématique des violences subies par ces populations, d'autant plus avec la partition de l'Allemagne, qui oppose l'Allemagne capitaliste à l'Allemagne communiste pendant toute la guerre froide. En Allemagne de l'Ouest, le massacre de Nemmersdorf acquiert un statut particulier dans la culture mémorielle, en étant érigé en symbole de ce que la population allemande dut subir dans la zone d'occupation soviétique.
Dans la zone d'occupation des Alliés occidentaux, puis plus tard en République Fédérale, les rapports du IIIe Reich sont pris pour argent comptant, et parfois encore amplifiés. Dès 1946, Erich Dethleffsen, un ancien général, déclare devant un tribunal militaire américain que les soldats soviétiques avaient cloué plusieurs personnes vivantes sur des portes de grange à Nemmersdorf et qu'ils avaient abattu, outre des civils locaux, une cinquantaine de prisonniers de guerre français. Dans les années qui ont suivi, de plus en plus d'auteurs affirment (en se basant sur des témoignages divers) que les Soviétiques avaient commis des viols collectifs, écrasé des civils avec des chars et castré des hommes. Ce genre de récit culmine en 1953 dans un ouvrage rédigé sous pseudonyme par Karl Potrek, un membre de la Volkssturm qui aurait été présent à Nemmersdorf en 1944. Ce dernier parle de 72 femmes et enfants assassinés dans le village, certaines victimes crucifiées nues sur des portes de granges ou massacrées à la hache. Toujours selon Potrek, tous ces morts n'ont été enterrés que cinq jours plus tard, ce qui ne concorde avec aucun rapport d'époque. Ces récits, ainsi que d'autres du même genre, sont pris tels quels par Rudolf Grenz (de), un historien spécialisé dans les travaux d'histoire locale sur la Prusse orientale, écrivant souvent pour le compte d'associations de déplacés. Les travaux de Grenz et ses témoins parfois douteux font autorité chez les historiens pendant plus de deux décennies, notamment auprès d'Alfred de Zayas, qui s'y réfère souvent.
Les véritables témoins de l'époque comme Gerda Meczulat et Johannes Schewe publient leurs souvenirs à la fin des années 1970, mais sont presque totalement ignorés des historiens. Les photographies de la compagnie de propagande ainsi que les rapports et les articles des services officiels nazis sont par contre considérés comme des sources fiables dans le discours de la RFA. Seul de Zayas s'efforce de faire vérifier certains rapports par leurs auteurs encore en vie.
Eva (de) et Hans Henning Hahn (de) expliquent ce traitement de l'histoire du massacre en RFA par un besoin de refouler les crimes de guerre allemands commis ailleurs en centrant l'attention sur cet événement particulier, lors duquel les rôles ont été « inversés ». Bernhard Fisch, lui, l'explique surtout par l'antagonisme entre les deux Allemagnes, et plus largement entre les deux blocs de la guerre froide : le massacre de Nemmersdorf sert à diaboliser l'URSS.

### Renouveau de l'historiographie avec Bernhard Fisch
Bernhard Fisch est un jeune artilleur de 18 ans (originaire de Prusse orientale) lorsqu'il passe à Nemmersdorf par hasard en octobre 1944, peu de temps après la reconquête du village par les Allemands. En quête de nourriture, il s'y arrête pour piller les potagers, mais l'atmosphère du village désert et ravagé l'inquiète. Dans son témoignage au magazine allemand Focus 70 ans plus tard, il dit s'être senti très mal à l'aise et avoir pris la fuite avec seulement deux choux. Lorsqu'il voit les images prises par les compagnies de propagande, quelque temps plus tard, il y voit des choses qu'il n'avait pas vues lors de son passage, et en reste très perplexe.
Après la fin de la guerre, Fisch reprend ses études et devient professeur de russe en RDA. Dans les années 1970, il s'intéresse à l'histoire de la Prusse orientale et aux expulsions d'Allemands à la fin de la Seconde Guerre mondiale, deux sujets difficilement abordables en RDA. D'après lui, au cours d'un voyage en Union soviétique, il essaie de se rendre dans l'oblast de Kaliningrad, mais est arrêté par la police russe lors d'une escale à Kaunas. Ses ambitions de recherche ne peuvent pas aller plus loin : en Allemagne de l'Est, comme partout ailleurs dans le bloc communiste, le massacre de Nemmersdorf est alors perçu comme un thème de la propagande nazie.
En 1990 toutefois, la RDA disparaît, et Bernhard Fisch prend sa retraite d'enseignant. Il en profite pour interroger jusqu'en 1994 les derniers témoins encore en vie. Ceux-ci confirment ce que Fisch pensait déjà depuis plus de cinq décennies : le traitement du massacre de l'autre côté du rideau de fer était inexact, tout comme les récits du Völkischer Beobachter. Au cours de ses travaux dans les années 1990, Bernhard Fisch réussit à retracer une grande partie des événements qui se sont déroulés à Nemmersdorf en octobre 1944, mais il met aussi en évidence de grandes lacunes. Il admet par exemple ne pas savoir pour quelles raisons les soldats de l'Armée rouge ont abattu de manière ciblée des civils à Nemmersdorf, ni quelles étaient les intentions derrière l'envoi de membres de haut rang de la SS et du NSDAP sur les lieux du massacre très peu de temps après.
En examinant les sources disponibles sur le massacre, Fisch se montre très dur à l'encontre de ses prédécesseurs ouest-allemands, tout comme Eva et Hans Henning Hahn quelques années plus tard, qui critiquent la négligence, l'absence de vision critique, voire la falsification qui caractérisait cette historiographie.
Si cette étude vaut des éloges à Bernhard Fisch, elle lui attire aussi quelques critiques. Karl-Heinz Frieser lui reproche ainsi de se baser presque exclusivement sur des témoignages oraux, et de livrer une interprétation qu'il juge trop favorable aux Soviétiques. Frieser ne remet cependant pas en question le déroulement des faits et le bilan établi par Fisch, mais avance plutôt que le massacre de Nemmersdorf s'insère dans une politique de terreur et de violence menée par l'Armée rouge partout en Prusse orientale, éventuellement avec le soutien du haut-commandement russe. Enfin, pour Frieser, la propagande autour du massacre a été suffisamment efficace pour retarder de quelques mois la chute du IIIe Reich en remotivant ses troupes.
Ian Kershaw, dans son ouvrage sur les derniers mois du IIIe Reich, rejoint à la fois les conclusions de Fisch sur le déroulement et le bilan et les interprétations de Frieser. Kershaw pointe surtout que l'histoire du massacre de Nemmersdorf est compliquée à écrire, étant donné l'absence de sources directes neutres et le poids mémoriel de cet événement en Allemagne. Pour lui, l'image du massacre et son traitement par la propagande a eu plus d'importance dans le cours de l'Histoire que le massacre en lui-même.
Malgré ces critiques, l'historiographie du massacre de Nemmersdorf s'appuie aujourd'hui principalement sur les travaux de Bernhard Fisch, mort en novembre 2020. Cet événement est généralement considéré comme un crime de guerre commis par les soldats soviétiques, qui préfigure les autres crimes de guerre commis par ces derniers lors de leur avancée en Allemagne,,. Le massacre est devenu au fil du temps un événement symbolique de la violence subie à son tour par le peuple allemand à la fin de la Seconde Guerre mondiale,. Il rejoint en cela des événements comme la vague de suicides de Demmin, ou les bombardements de Dresde, de Cologne et de Hambourg, qui ont reçu au tournant des années 2000 une médiatisation nouvelle, souvent accompagnée de polémiques. Nemmersdorf, comme Demmin ou la question des viols de masse commis par les Soviétiques sont surtout symboliques des crimes de guerre commis par l'URSS tandis que le bombardement massif et indiscriminé des cibles civiles est symbolique des crimes de guerre des Alliés occidentaux.